# Danijel Stojanović
Danijel Stojanović (Našice, 18 agosto 1984) è un ex calciatore croato, di ruolo difensore.
Vanta 10 partite internazionali in Europa.

## Caratteristiche tecniche
È un terzino sinistro.

## Palmarès
- Coppa di Croazia: 1

Hajduk Spalato: 2012-2013